# Nino Habun
Nino Habun (Koprivnica, 30. svibnja 1979.), hrvatski atletičar.
Natjecao se na Olimpijskim igrama 2000. u štafetnoj utrci 4 x 400 metara. Nastupio je u prednatjecanju.
Bio je član AK Križevačka banka.